# مهرماه سلطان

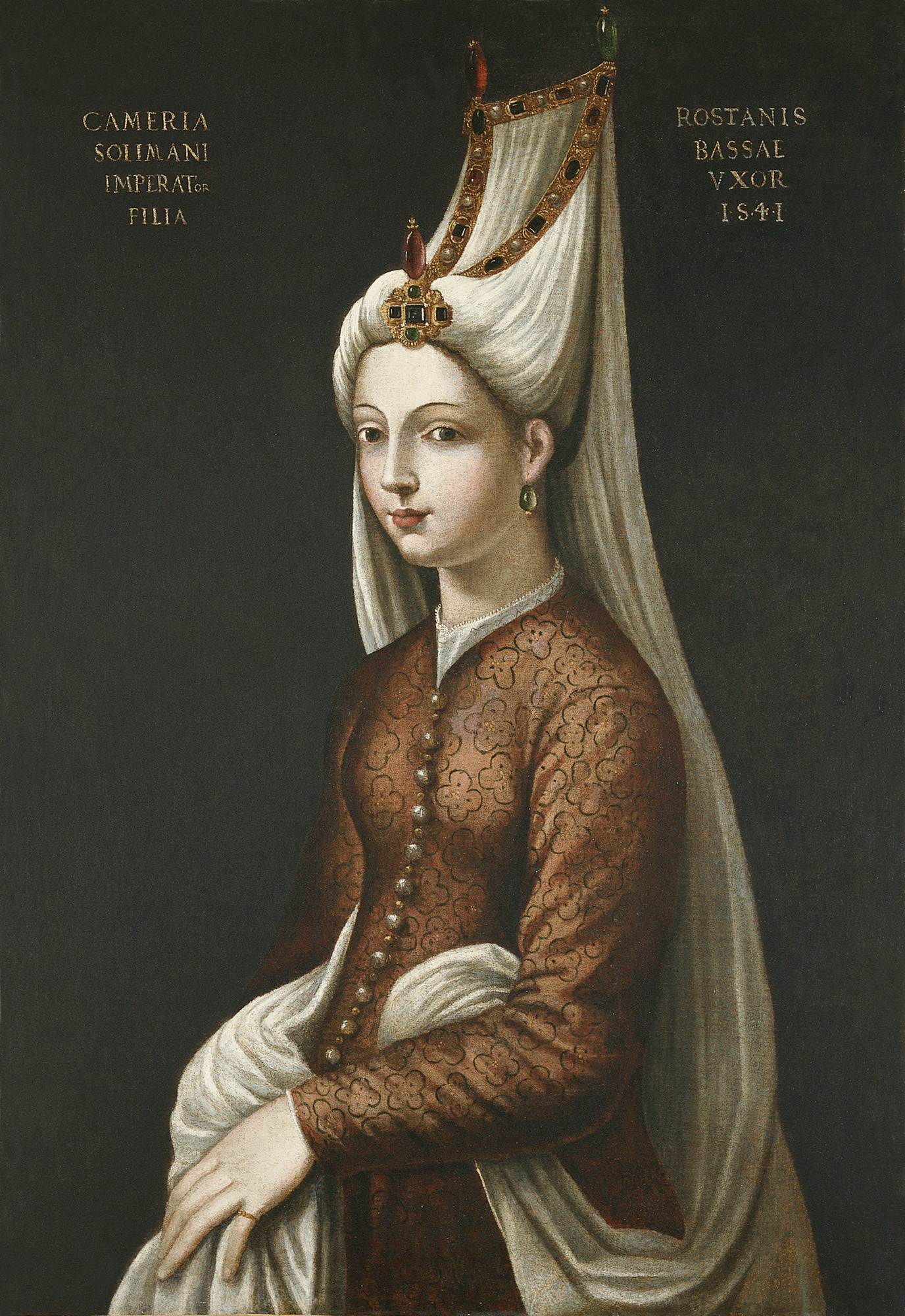
نگاره‌ای از مهرماه سلطان اثر کریستوفان دل آلتیسیمو با عنوان فرمانروای کامریا، قرن شانزدهم

مهرماه سلطان (به ترکی استانبولی: Mihrimah Sultan؛ زادهٔ پاییز ۱۵۲۲ – درگذشته ۲۵ ژانویه ۱۵۷۸) دختر سلیمان یکم از خرم سلطان بود. نام او خوانشی از مهروماه یا مهری‌ ماه (به‌معنی: خورشید و ماه) است.

## زندگی
مهرماه سلطان در مارس سال ۱۵۲۲ در استانبول به‌دنیا آمد. وی تنها دختر سلیمان از خرم بود و بیشتر منابع عثمانی مهرماه را تنها دختر سلیمان می‌دانند. او در نزد بهترین دبیران زمان خود آموزش دید و مادرش او را با سیاست آشنا کرد.
مهرماه در ۲۶ نوامبر سال ۱۵۳۹ در سن ۱۷ سالگی با داماد رستم پاشا ازدواج کرد. همزمان با مراسم ازدواج او برادرانش بایزید و جهانگیر هم ختنه شدند. همسرش فرماندار دیاربکر بود و در سال ۱۵۳۹ وزیر ثانی دیوان شد او سپس در سال ۱۵۴۴ به‌مقام وزارت اعظم رسید و قدرت مهرماه افزایش یافت. با اینکه وی از این ازدواج ناراضی بود اما ذوق هنری‌اش را از دست نداد. او بیشتر سرزمین‌های عثمانی را همراه با پدرش سفر کرد.
مهرماه سلطان دارای دیپلماسی سیاسی بود و با پادشاهان لهستان و لیتوانی نامه‌نگاری داشت. او به همراه با مادر و همسرش در شورش سال ۱۵۵۳ علیه شاهزاده مصطفی نقش اساسی داشت زیرا مهرماه و رستم خواهان به‌سلطنت رسیدن یکی از پسران خرم سلطان بودند و اگر مصطفی به سلطنت می‌رسید پسران خرم کشته می‌شدند اما در نهایت شاهزاده مصطفی اعدام شد
مهرماه پس از مرگ مادرش به مشاور سلیمان و نزدیک‌ترین شخص به پدرش تبدیل شد و هنگامی که رستم پاشا فوت شد (۱۵۶۱) همراه با فرزندانش به کاخ توپ‌قاپی رفت. او در رقابت میان برادرانش به حمایت از شاهزاده بایزید پرداخت اما در نهایت او اعدام شد. زمانی که سلیم دوم به سلطنت رسید به مانند والده سلطانی برای برادرش عمل کرد‌ و حرم‌‌سرای سلطان را در دست داشت و به اصلاح مالیاتی خزانه عثمانی پرداخت. او در زمان سلطنت برادرزاده‌اش مراد سوم همواره مورد احترام بود‌ و در قصر قدیمی زندگی می‌کرد اما بیشتر مورخان بر این معتقدند که مهرماه قدرتش را همراه نوربانو سلطان مادر مراد به عنوان دومین زن قدرتمند عثمانی داشته است و همراه با نوربانو و صفیه مادر و همسر سلطان در دادگاه امپراتوری شرکت داشته. مهرماه سلطان سرانجام در ۲۶ ژانویه سال ۱۵۷۸ فوت شد. وی با احترام در مقبره پدرش در مسجد سلیمانیه، دفن شد.

## آثار و فعالیت‌ها
مهرماه سلطان دارای آثار بسیار زیادی بود از مهم‌ترین آن‌ها مسجد مهرماه سلطان در اسکدار، مسجد مهرماه سلطان در ادرنه‌قاپی و مسجد مهری ماه سلطان در مردکوی بود و معمار سنان آن‌ها را بنا کرده بود. او هم‌چنین ثروت فراوانی داشت که بعد از مرگش همه آن‌ها به دخترش عایشه هماشاه سلطان به ارث رسید به همین دلیل نوادگان مهرماه از جایگاه بالایی در عثمانی برخوردار بودند. 

## فرزندان
عایشه هماشاه سلطان اولین فرزند مهر ماه سلطان و رستم پاشا بود که در سال ۱۵۵۸ با سمیز احمد پاشا ازدواج کرد و سمیز احمد پاشا از سال ۱۵۷۹ تا ۱۵۸۰ وزیر اعظم امپراتوری عثمانی بود و از این ازدواج صاحب دو دختر شد صالحه خانم سلطان (درگذشته ۱۵۸۰) و صفیه خانم سلطان که هر دو با یوسف سینان پاشا ازدواج کردند. عایشه هماشاه پس از مرگ احمد پاشا با فریدون بیگ ازدواج کرد. مهرماه صاحب دو پسر بود که در کودکی فوت شدند. 

## کتاب شناسی
- Imperial Harem: Women and Sovereignty in the Ottoman Empire 1993 by Leslie Peirce, Oxford University Press, ISBN 0-19-508677-5.
- Peirce, Leslie P. (1993). The Imperial Harem: Women and Sovereignty in the Ottoman Empire. New York: Oxford University Press. ISBN 0-19-508677-5.
- Yermolenko, Galina (آوریل ۲۰۰۵). "Roxolana: "The Greatest Empresse of the East". DeSales University, Center Valley, Pennsylvania.
- Schull, Edited by Christine Isom-Verhaaren and Kent F. (2016-04-11). Living in the Ottoman Realm: Empire and Identity, 13th to 20th Centuries. Indiana University Press. ISBN 978-0-253-01948-6.
- Vovchenko, Denis (2016-07-18). Containing Balkan Nationalism: Imperial Russia and Ottoman Christians, 1856-1914. Oxford University Press. ISBN 978-0-19-061291-7